# ユニオンシティ (カリフォルニア州)
ユニオンシティ（Union City）は、アメリカ合衆国カリフォルニア州のアラメダ郡にある都市。人口は7万0143人（2020年）。オークランドの南30キロメートルに位置している。

## 歴史
1853年にアラメダ郡が設立された際に郡庁が置かれた町である。当時の地名は「アルバラード」だった。鉄道駅を中心に発展した町であり、サンフランシスコ湾東岸の物流拠点だった。しかし、1869年に大陸横断鉄道が開通しターミナル駅はオークランドに設置されたため郡庁はオークランドに移された。1959年、隣町のデコトと合併し「ユニオンシティ」が誕生した。現在はオークランドの郊外都市として機能している。大型のショッピングモールやスポーツ施設が完備しており、通勤通学にはバートが利用できる。

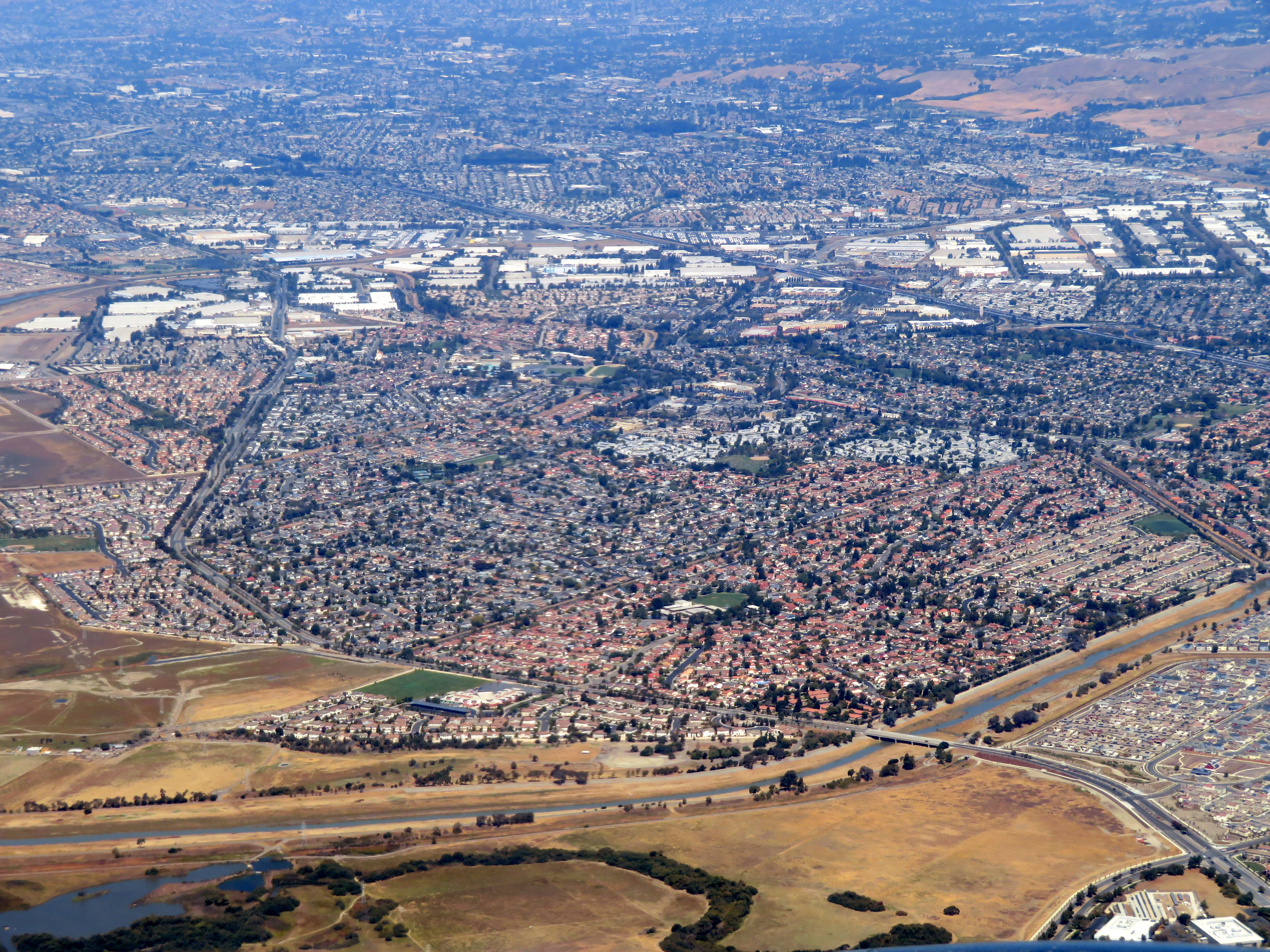
上空から